# Landolphia platyclada
Landolphia platyclada är en oleanderväxtart som beskrevs av Bénédict Pierre Georges Hochreutiner. Landolphia platyclada ingår i släktet Landolphia och familjen oleanderväxter. Inga underarter finns listade i Catalogue of Life.